# Kowiesy (powiat sokołowski)
Kowiesy – wieś w Polsce położona w województwie mazowieckim, w powiecie sokołowskim, w gminie Bielany. Ma status sołectwa.  Leży między Sokołowem Podlaskim, a Siedlcami. Większość mieszkańców trudni się rolnictwem, we wsi znajduje się mały sklepik i symboliczna kapliczka. 
Zaścianek szlachecki Kowiesy należący do okolicy zaściankowej Bielony, położony był w drugiej połowie XVII wieku w ziemi drohickiej województwa podlaskiego. Do 1954 roku istniała gmina Kowiesy. W latach 1975–1998 miejscowość należała administracyjnie do województwa siedleckiego.
Wierni kościoła rzymskokatolickiego należą do parafii Trójcy Przenajświętszej w Rozbitym Kamieniu.

## Historia
Kowiesy z początku były wsią drobnoszlachecką. Pierwsze wzmianki o niej pojawiają się w 1450. Przez wiele lat żyła tu jeszcze drobna szlachta o nazwisku Kowiescy. W latach 1796–1798 nastąpił rozkwit. Właściciele Kowies sprawowali wiele stanowisk publicznych, zwiększała się liczba chłopów. Na mocy ukazu z 2 marca 1864 uwłaszczono w Kowiesach 23 osoby. W 1872 na publicznej licytacji, wieś kupił Józef Wyszomirski za 15 001 rubli. Tym samym do wsi znów powróciła szlachta. Następnie sprzedano ją dymisjonowanemu porucznikowi wojsk cesarsko-rosyjskich za 23 052,5 rubla. Następnie jeszcze kilkakrotnie wieś przechodziła z rąk do rąk.